# Anoplosiagum rutilum
Anoplosiagum rutilum är en skalbaggsart som beskrevs av Louis Alexandre Auguste Chevrolat 1865. Anoplosiagum rutilum ingår i släktet Anoplosiagum och familjen Melolonthidae. Inga underarter finns listade i Catalogue of Life.